# 헤리티지 에이커스 농업박물관

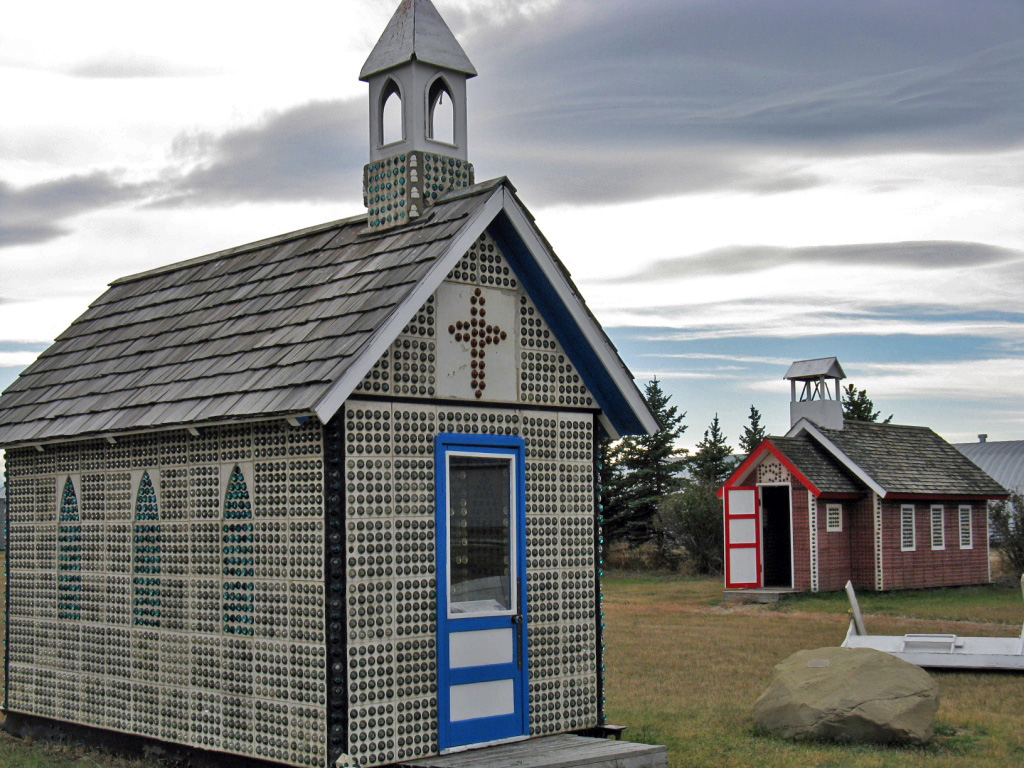
헤리티지 에이커스 농업박물관

헤리티지 에이커스 농업박물관(Heritage Acres Farm Museum)은 캐나다 앨버타주 지역의 개척 정착민을 재현하여 보여주는 야외 박물관이다.